# Ferrocarril de Liverpool y Mánchester
El Ferrocarril de Liverpool y Mánchester (nombre original en inglés: Liverpool and Manchester Railway; abreviado como L&MR) fue el primer ferrocarril interurbano del mundo. Se inauguró el 15 de septiembre de 1830 entre las ciudades de Liverpool y de Mánchester, en Lancashire (Inglaterra). También fue el primer ferrocarril en depender exclusivamente de locomotoras impulsadas por máquinas de vapor, sin que se permitiera el tráfico de tranvías de tracción animal en ningún momento; el primero en ser íntegramente de vía doble en toda su extensión; el primero en tener un verdadero sistema de señalización; el primero en publicar horarios del servicio; y el primero en llevar correo postal.
Los trenes eran transportados por las locomotoras de vapor de la compañía entre las dos ciudades, aunque se permitían vagones y coches privados. Un tramo de 1,26 millas (2 km) con pendiente pronunciada, que permitía el acceso de los trenes de mercancías hasta los muelles de Liverpool a través del túnel de Wapping (desde el cruce de Edge Hill), se resolvió mediante un remonte con sogas. El ferrocarril se construyó principalmente para proporcionar un transporte más rápido de materias primas, productos terminados y pasajeros entre el Puerto de Liverpool por un lado; y los telares de algodón, y las fábricas de Mánchester y las ciudades circundantes por otro.
Diseñada y construida por George Stephenson, la línea tuvo un gran éxito financiero, e influyó en el desarrollo de los ferrocarriles en Gran Bretaña en la década de 1830. En 1845 fue absorbido por su principal socio comercial, el Ferrocarril Grand Junction (GJR), que a su vez se fusionó al año siguiente con el Ferrocarril de Londres y Birmingham y el Ferrocarril de Mánchester y Birmingham, para formar el Ferrocarril de Londres y del Noroeste.

## Historia

### Antecedentes

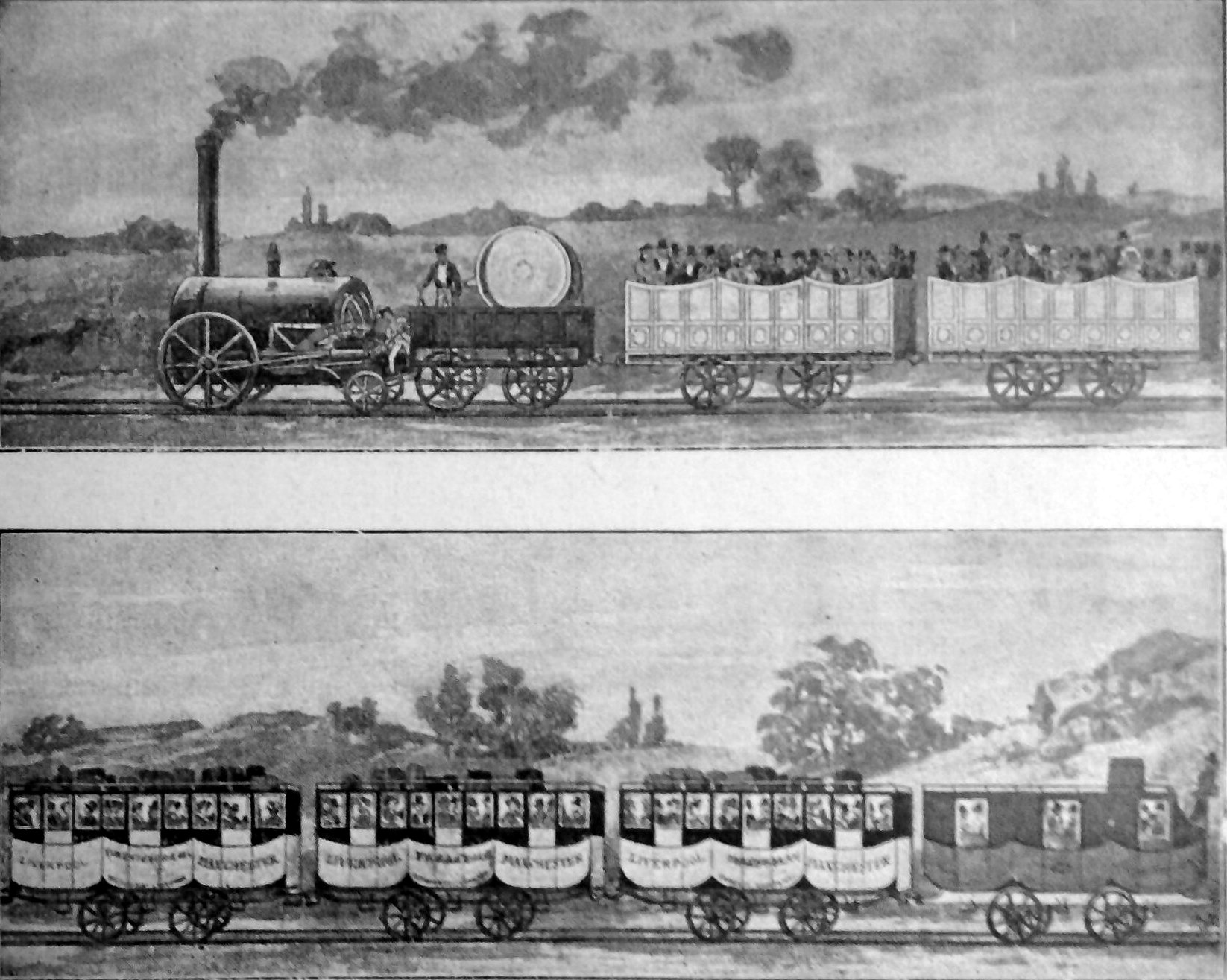
Ilustración del ferrocarril en 1830

Durante la Revolución Industrial se estuvieron importando grandes cantidades de materias primas a través de Liverpool, que se llevaban a las fábricas textiles cerca de los montes Peninos, donde molinos hidráulicos, y luego la energía del vapor, permitieron la producción de tejidos, que en gran parte luego se transportaban de regreso a Liverpool para su exportación. Existían medios de transporte por barco que databan del siglo XVIII, como la zona navegable del Mersey y el Irwell, el canal de Bridgewater y el canal de Leeds y Liverpool, pero se consideraba que estaban obteniendo ganancias excesivas del comercio del algodón, estrangulando el crecimiento de Mánchester y de otras ciudades. Las mercancías se transportaban entre Liverpool y las fábricas de los alrededores de Mánchester por canales o por caminos de mala calidad. La carretera de peaje entre Liverpool y Mánchester fue descrita como "retorcida y áspera", con un firme "infame". Los accidentes de tráfico eran frecuentes, incluidos el vuelco de diligencias y de carretas, lo que dificultaba el tráfico de mercancías.
El ferrocarril propuesto estaba destinado a lograr un transporte económico de materias primas, productos terminados y pasajeros entre el puerto de Liverpool y el este de Lancashire, en la zona de influencia comercial del puerto. Hubo apoyo para el ferrocarril tanto en Liverpool como en Londres, pero los representantes de Mánchester se mostraron en gran medida indiferentes, y la oposición al proyecto provino de los operadores del canal y de dos de los principales terratenientes locales, el conde de Derby y conde de Sefton, sobre cuyas tierras debería cruzar el ferrocarril.
El Ferrocarril de Liverpool y Mánchester propuesto iba a ser uno de los primeros sistemas de transporte público terrestre que no utilizase tracción animal. Con anterioridad, los ferrocarriles públicos habían sido tirados por caballos, incluidos el Ferrocarril de Lake Lock (1796), el Ferrocarril de Surrey (1801) y el Ferrocarril de Oystermouth (1807).

### Formación

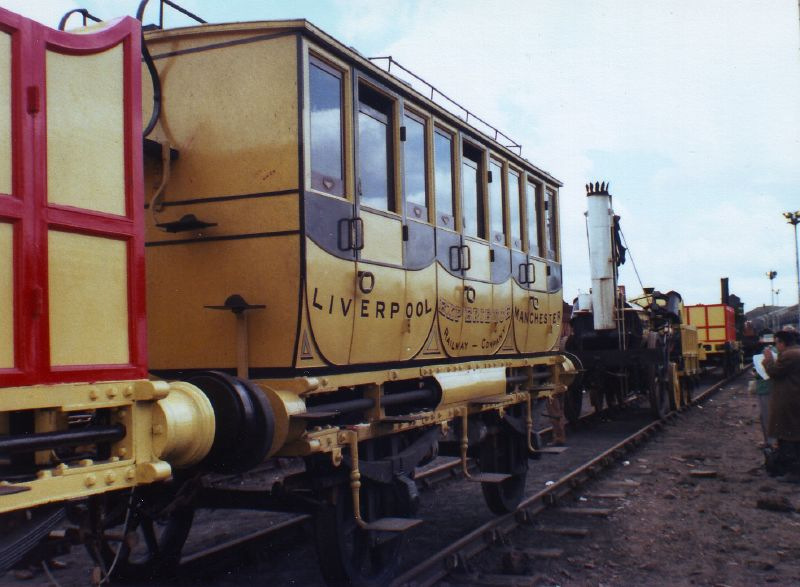
Réplica de un coche del LMR y de la locomotora Rocket en las Pruebas de Rainhill

Por lo general, se reconoce que los promotores originales del LMR fueron Joseph Sandars, un rico comerciante de maíz de Liverpool, y John Kennedy, propietario de la hilandería más grande de Mánchester, influidos por William James. James, que había hecho una fortuna con la especulación inmobiliaria, abogaba por una red nacional de ferrocarriles, basándose en lo que había visto del desarrollo de las vías en las minas de carbón y de la tecnología de las locomotoras en el norte de Inglaterra.
La Compañía del Ferrocarril de Liverpool y Mánchester se fundó el 20 de mayo de 1824 de la mano de Henry Booth, quien se convirtió en su secretario y tesorero, y de una serie de comerciantes de Liverpool y de Mánchester. Se nombró presidente a Charles Lawrence, y vicepresidentes a Lister Ellis, Robert Gladstone, John Moss y Joseph Sandars.
En 1825 se redactó un proyecto de ley para el Parlamento, que incluía un mapa de la ruta del ferrocarril a una escala de 1 pulgada por milla. El primer proyecto de ley fue rechazado, pero el segundo superó la tramitación parlamentaria en mayo del año siguiente. En Liverpool, 172 personas compraron 1.979 acciones; en Londres otras 96 adquirieron 844, en Mánchester 15 se hicieron con 124; y 24 compradores de otros lugares adquirieron 286 acciones. El marqués de Stafford poseía 1.000 acciones, mientras que otros 308 accionistas completaron la adquisición del total de las 4.233 acciones emitidas.

### Inspección y autorización

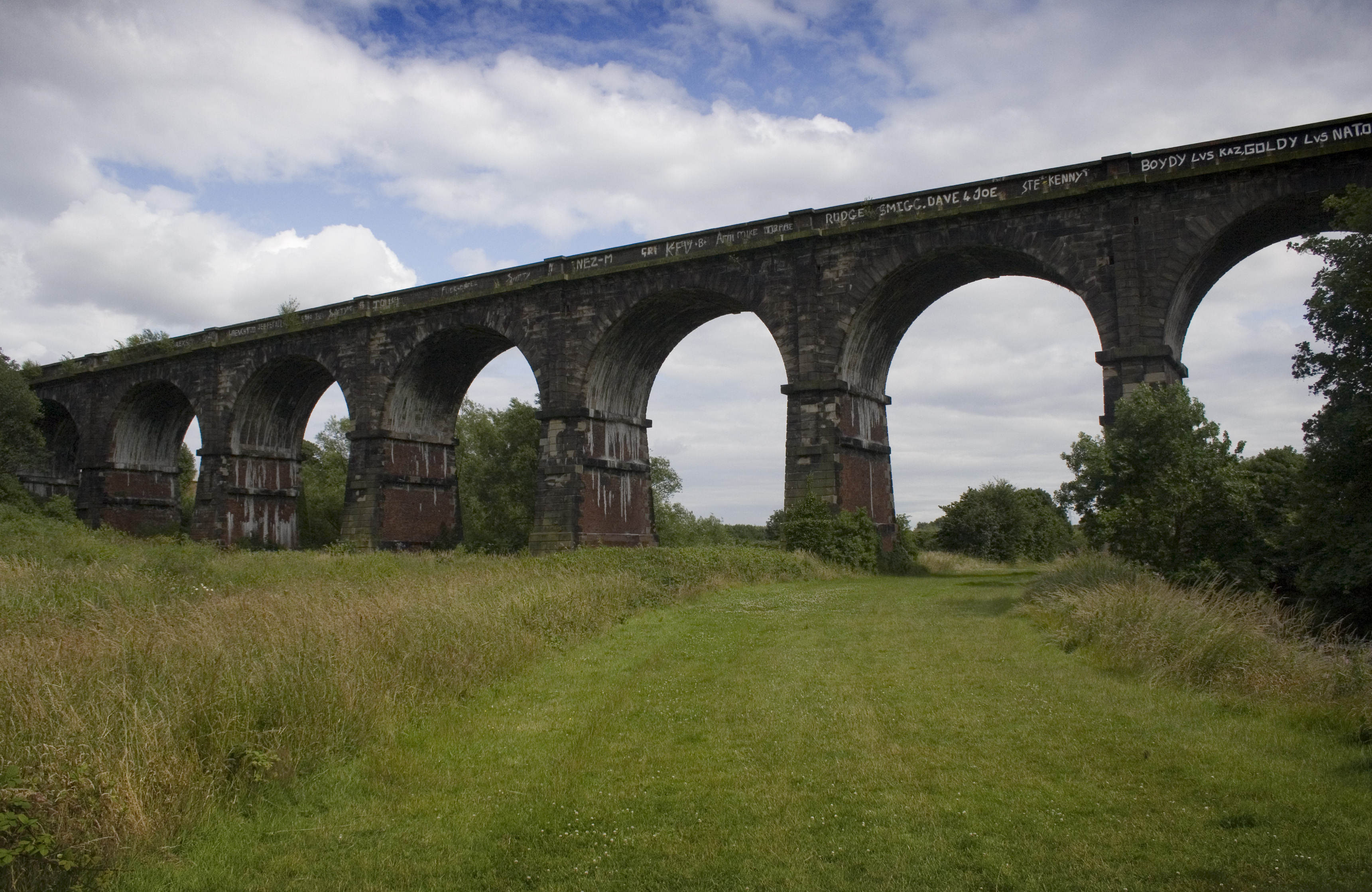
El viaducto de Sankey, que cruza el arroyo de Sankey y los restos del canal de Sankey, permanece en servicio desde que fue proyectado por Stephenson

James llevó a cabo el primer levantamiento de la línea en 1822. La ruta era aproximadamente la misma que la que se construyó al final, pero el comité desconocía exactamante qué terreno se había inspeccionado. Posteriormente, James se declaró en bancarrota y fue encarcelado en noviembre de ese mismo año. El comité perdió la confianza en su capacidad para planificar y construir la línea y, en junio de 1824, George Stephenson fue nombrado ingeniero principal. Además de las objeciones a la ruta propuesta planteadas desde Derby y Lords Sefton, Robert Haldane Bradshaw, fideicomisario de las propiedades en Worsley del difunto duque de Bridgewater (que había fallecido en 1803), denegó cualquier acceso a las tierras propiedad del Canal de Bridgewater, por lo que Stephenson tuvo dificultades para realizar un levantamiento topográfico satisfactorio de la ruta propuesta, y finalmente se vio avocado a aceptar los planos originales de James tras la realización de algunas comprobaciones puntuales.
El proyecto se presentó al Parlamento el 8 de febrero de 1825, pero se demostró que era inexacto. El ingeniero Francis Giles sugirió que hacer pasar el ferrocarril a través de la zona pantanosa de Chat Moss era un grave error, y que el costo total de la línea sería de alrededor de 200.000 libras esterlinas, en lugar de las 40.000 libras esterlinas estimadas por Stephenson. El propio Stephenson fue interrogado por el abogado que representaba a los opositores al proyecto, Edward Hall Alderson, y salió a la luz la falta de cifras adecuadas y de una suficiente comprensión del trabajo. Cuando se le preguntó, no pudo justificar las cotas de la vía ni la manera en que había calculado el coste de las estructuras principales, como el viaducto de Irwell. El proyecto de ley fue rechazado el 31 de mayo.
En lugar de George Stephenson, los promotores ferroviarios designaron a George y John Rennie como ingenieros, quienes a su vez eligieron a Charles Blacker Vignoles como su topógrafo. Se propusieron moderar las exigencias de los propietarios del Canal de Bridgewater, y tuvieron la suerte de poder acceder directamente al marqués de Stafford (sobrino y heredero del duque de Bridgewater) a través de su abogado, W. G. Adam, que era pariente de uno de los síndicos, y gracias también al apoyo de William Huskisson, que conocía personalmente al marqués. Estos contactos permitieron que la oposición implacable del marqués a la línea, se transformara en un decidido apoyo financiero, traducido en la adquisición de 1.000 acciones del ferrocarril.
El segundo proyecto de ley recibió el consentimiento real el 5 de mayo de 1826. La ruta ferroviaria planteada discurría por una alineación significativamente diferente, al sur de la de Stephenson, evitando las propiedades de los opositores al proyecto de ley anterior. Desde Huyton, el trazado se dirigía directamente hacia el este a través de Parr Moss, Newton, Chat Moss y Eccles. En Liverpool, la ruta incluía un túnel de 1,25 millas (2 km) desde Edge Hill hasta los muelles, evitando cruzar cualquier calle en superficie. Se planteó inicialmente situar la terminal de Mánchester en el lado de Salford del río Irwell, pero la Compañía de la Zona Navegable del Mersey y del Irwell retiró su oposición a que se cruzara el río en el último momento, a cambio del acceso de sus carros por el puente ferroviario previsto. Por lo tanto, la estación de Mánchester se fijó en Liverpool Road, del lado de Castlefield.

### Construcción

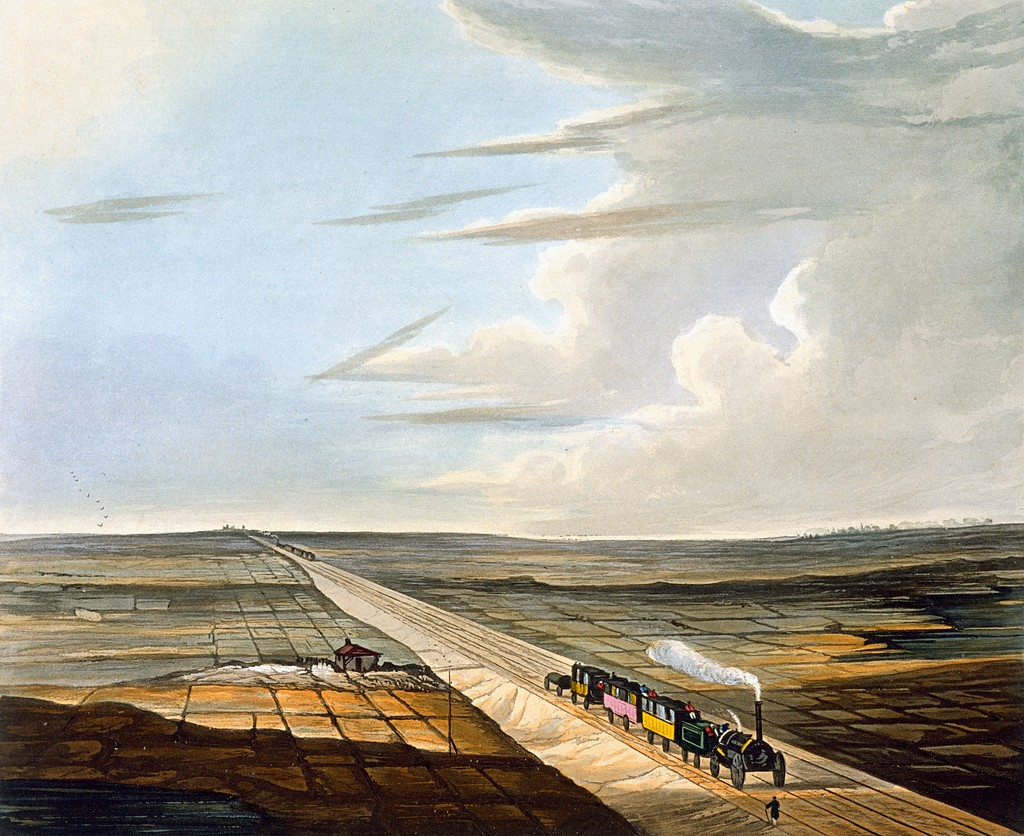
Vista del ferrocarril circulando sobre la zona pantanosa de Chat Moss (1831)

Los primeros contratos para drenar la zona pantanosa de Chat Moss se firmaron en junio de 1826. Los Rennie insistieron en que la empresa debería nombrar un ingeniero de obra, recomendando a Josias Jessop o a Thomas Telford, pero no considerarían a George Stephenson excepto en calidad de asesor para el diseño de locomotoras. La junta rechazó sus condiciones, y volvió a nombrar a Stephenson como ingeniero con su asistente Joseph Locke. Stephenson se enfrentó con Vignoles, lo que llevó a este último a renunciar a su trabajo como topógrafo de las obras.
La ruta tenía 31 millas (49,9 km) de largo, quedando la obra dividida en tres secciones: el extremo occidental estuvo a cargo de Locke; la sección central se encomendó a William Allcard; y la sección este, incluida la zona pantanosa de Chat Moss, se asignó a John Dixon. El trazado comenzaba con el túnel de Wapping (de 2250 yardas (2,1 km) de longitud), que discurría por el subsuelo de Liverpool desde el extremo sur de los muelles de la ciudad hasta Edge Hill, siendo el primer túnel del mundo que se perforó bajo una ciudad importante. A continuación se debía atravesar un desmonte de 2 millas (3 km) que llegaba a alcanzar 70 pies (21,3 m) de profundidad, excavado a través de la roca de Olive Mount; y más adelante se encontraba un viaducto de 712 pies (217 m) formado por nueve arcos (cada uno de 50 pies (15,2 m) de luz y alrededor de 60 pies (18,3 m) de altura) situado sobre el valle del arroyo de Sankey.
El ferrocarril incluía el cruce a lo largo de 4+3/4 de milla (7,6 km) de la zona pantanosa de Chat Moss. Al inicio de las obras se llegó a la conclusión de que era imposible drenar la turbera, por lo que los ingenieros usaron un diseño ideado por Robert Stannard, administrador de William Roscoe, que usaba rieles de hierro forjado sostenidos por durmientes de madera dispuestos en forma de espina de pez. Se vertieron al pantano alrededor de 70 000 pies cúbicos (2000 m³) de escombros, dándose la circunstancia de que un contratista estuvo vertiendo tierras en la zona de Blackpool Hole durante tres meses sin encontrar el fondo. La línea estaba sostenida por barriles de alquitrán vacíos sellados con arcilla y colocados uno al lado del otro a través de las zanjas de drenaje situadas a ambos lados de la vía férrea. El ferrocarril sobre Chat Moss se completó a finales de 1829, y el 28 de diciembre, la locomotora Rocket viajó por la línea con 40 pasajeros cruzando la turbera en 17 minutos, a una velocidad media de 17 millas por hora (27,4 km/h). En abril del año siguiente, un tren de prueba que transportaba una carga de 45 toneladas cruzó el tramo del pantanal a 15 millas por hora (24,1 km/h) sin incidentes. Mucho tiempo después, la misma línea sigue soportando locomotoras 25 veces más pesadas que la Rocket.
En total, el ferrocarril requirió la realización de 64 puentes y viaductos, todos construidos con ladrillo o mampostería, salvo una excepción: el puente de Water Street en la terminal de Mánchester, en el que se empleó una viga maestra de alma llena realizada con hierro fundido para salvar la calle situada por debajo. Diseñado por William Fairbairn y Eaton Hodgkinson, sus piezas se moldearon en la cercana fundición de Ancoats. Históricamente fue un puente importante, porque demostró que las vigas de fundición de hierro podían ser un material estructural importante para la creciente red ferroviaria. Aunque Fairbairn puso a prueba las vigas antes de instalarlas, no siempre estaban tan bien diseñadas, y se registraron numerosos casos de fallos catastróficos en los años siguientes, ejemplificados en el desastre del puente del Dee en 1847 y culminados con el desastre del puente del Tay de 1879.
La línea se dispuso usando carriles de vientre de pez, piezas de fundición de hierro moldeadas de 15 pies (4,6 m) de longitud y con un peso medio de 35 lb/yd (17,4 kg/m). Estaban colocados sobre bloques de piedra o de mampostería, aunque en el tramo de la turbera de Chat Mos se emplearon traviesas de madera.
Todo el trabajo que implicaba la ejecución de las obras era realizado por un gran equipo de peones que utilizaban herramientas manuales y algunos animales de tiro. Los equipos más productivos podían mover hasta 20.000 toneladas de tierra en un día, y estaban bien pagados. Sin embargo, el trabajo era peligroso y se registraron varias muertes.

#### Transporte por cable o con locomotoras

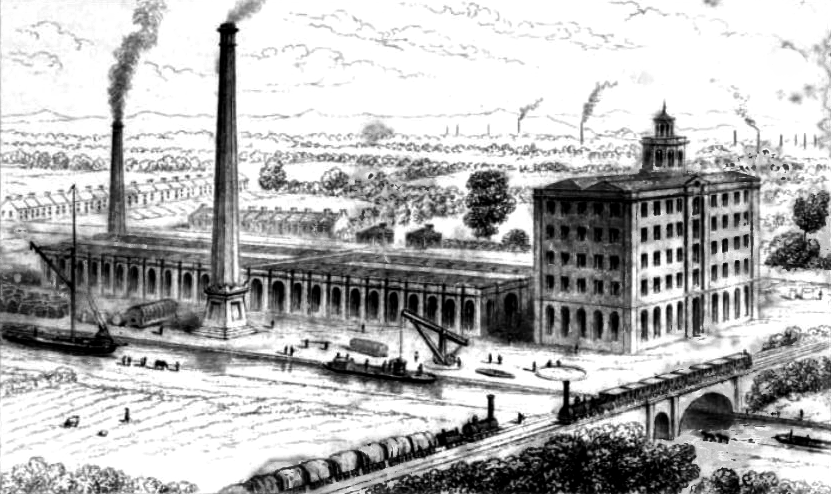
El ferrocarril pasando junto a la Fundición de Bridgewater en Patricroft (1839)

En 1829, todavía suscitaba dudas la capacidad de la adherencia entre las ruedas de las locomotoras y los carriles para permitir remolcar trenes de mercancías incluso en pendientes relativamente suaves. Por entonces, había sido muy publicitada la experiencia del Ferrocarril de Stockton y Darlington, en el que una rampa del ferrocarril que accedía a la mina de carbón de Hetton se remontaba empleando sogas accionadas mediante cabrestantes impulsados por máquinas de vapor estacionarias. El éxito del transporte por cable era indiscutible, pero la locomotora de vapor todavía no se había sometido a prueba en la tarea de remontar rampas. El L&MR había tratado de restar énfasis al uso de las locomotoras de vapor durante la aprobación del proyecto de ley, dada la alarma existente entre el público ante la idea de máquinas monstruosas que, si no explotaban, llenarían el campo de gases nocivos.
La atención se estaba volviendo hacia los vehículos de carretera impulsados por máquinas de vapor, como los de Goldsworthy Gurney, y la junta del L&MR estaba dividida entre quienes apoyaban la "locomotora" de Stephenson y entre quienes favorecían el transporte por cable, estos últimos apoyados por la opinión del ingeniero John Rastrick. Stephenson, que no era reacio a las rampas operadas con sogas, continuó construyendo tramos de este tipo donde consideró que la topografía del terreno los hacían apropiados, pero conocía su principal desventaja, consistente en que una avería en cualquier punto de remonte por soga paralizaba toda la línea.
El perfil longitudinal de la línea fue diseñado para concentrar las pendientes empinadas en tres lugares: a ambos lados de Rainhill (con pendiente de 1 por 96), y en el acceso a los muelles de Liverpool (con una pendiente de 1 por 50). Esto permitió que el resto del trazado tuviera una pendiente muy suave, de no más de 1 en 880. Cuando se abrió la línea, la sección de pasajeros desde Edge Hill hasta la Estación de Crown Street fue operada con sogas, al igual que la sección a través del túnel de Wapping, ya que la Ley del Parlamento prohibía el uso de locomotoras en esta parte de la línea.
Para determinar si las locomotoras (y en su caso, cuáles) podrían ser adecuadas para operar en la línea, en octubre de 1829 los directores del L&MR organizaron las pruebas de Rainhill, un concurso público en el que las máquinas competidoras debían realizar un recorrido sobre un tramo de vía de 1 milla (1,6 km) de largo. Se inscribieron diez locomotoras, pero el día de la prueba solo cinco estaban listas para competir: Rocket, diseñada por George Stephenson y su hijo Robert, fue la única que completó con éxito el recorrido y, en consecuencia, Robert Stephenson and Company se adjudicó el contrato para fabricar las locomotoras que operarían en la nueva línea.

#### Vía doble
La línea se construyó con el ancho de Stephenson de 4 pies 8,5 plg (1435 mm) (que años después sería adoptado como el ancho estándar) y vía doble. Se tuvo que tomar una decisión acerca de cuánto había que separar las dos vías entre sí. Se decidió hacer que la separación entre las dos vías fuera la misma que el propio ancho de vía, de modo que fuera posible operar trenes con cargas inusualmente anchas circulando por el centro (sobre los dos carriles interiores, uno de cada vía) en períodos donde no estuviesen previstos otros trenes. Stephenson fue criticado por esta decisión, y más tarde se hizo evidente que las vías estaban demasiado juntas, lo que obligaría a restringir el ancho de los trenes, por lo que se amplió la separación entre las vías. La estrechez de este espacio contribuyó a que se produjera la primera víctima mortal del ferrocarril, William Huskisson, y también hizo que fuera peligroso realizar el mantenimiento en una vía mientras los trenes estaban circulando por la otra. Siguiendo esta tendencia histórica, las vías adyacentes de los ferrocarriles británicos han tendido a colocarse más juntas que en otros países.

### Apertura

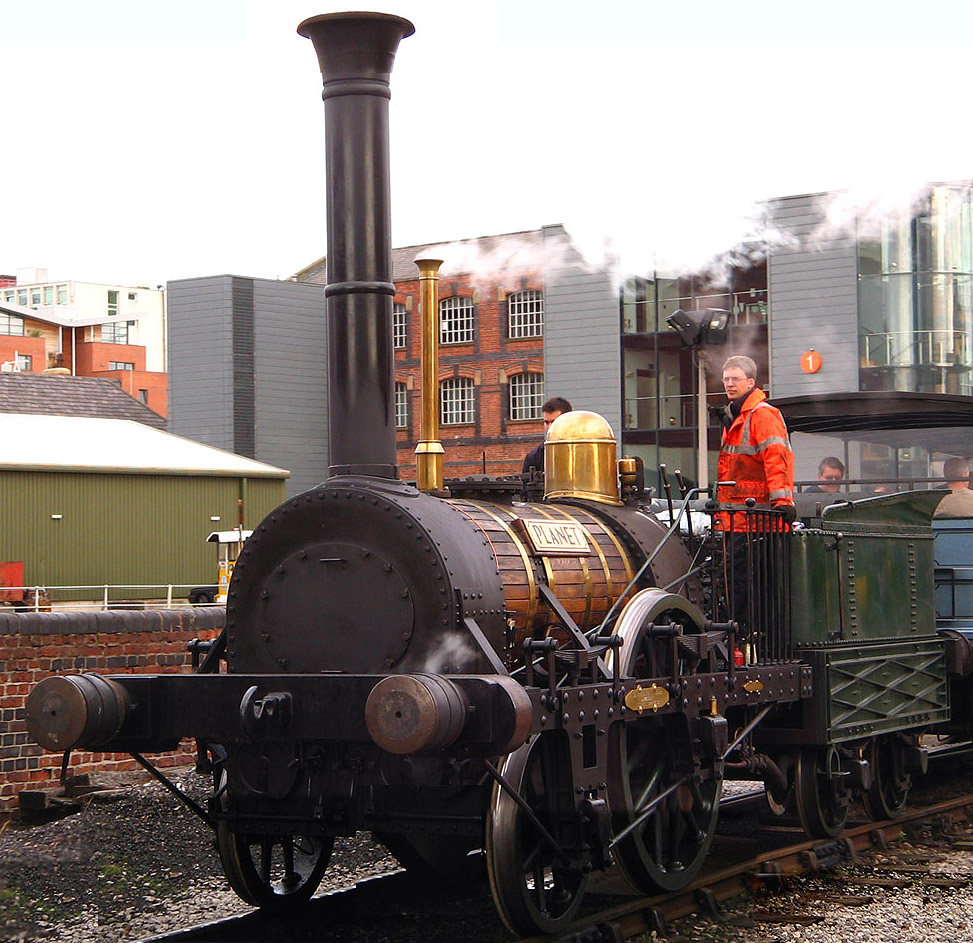
Una replica de la locomotora Planet

La línea se abrió el 15 de septiembre de 1830, con terminales en Mánchester Liverpool Road (actualmente convertida en parte del Museo de la Ciencia y de la Industria en Mánchester) y en Liverpool Crown Street. Los festejos del día inaugural se vieron empañados cuando William Huskisson, miembro del parlamento por Liverpool, falleció poco después de ser atropellado por una locomotora. La línea sur estaba reservada para el tren inaugural especial, remolcado por la locomotora Northumbrian que transportaba al Duque de Wellington (por entonces primer ministro), en un vagón ornamentado, junto con distinguidos invitados en otros vagones. Cuando el tren se detuvo para recargar agua en Parkside, cerca de Newton-le-Willows, se había dispuesto que los otros trenes pasaran en formación de revista por la vía norte ante el tren de las autoridades. Fue fácil para los pasajeros bajar y estirar las piernas, a pesar de que se les indicó que no lo hicieran, especialmente porque poco después pasarían por la otra vía los trenes que venían por detrás. Huskisson decidió apearse y caminar junto al tren, y al ver al duque decidió entablar una conversación. La gente vio a la locomotora "Rocket" acercándose hacia Huskisson, mientras le gritaban que volviera al tren.

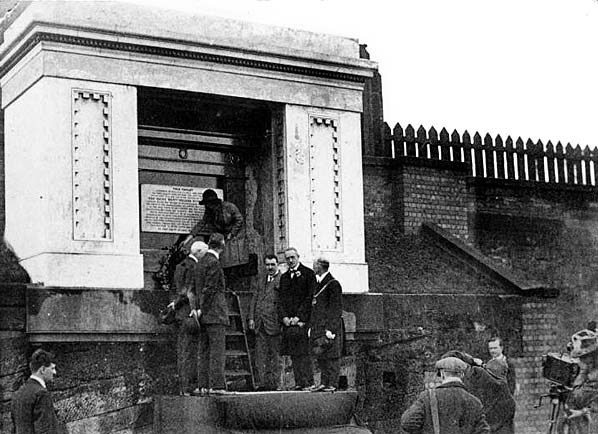
Monumento conmemorativo dedicado a Huskisson en 1913

Se logró llevar de vuelta hacia el tren estacionado al embajador de Austria, pero Huskisson, cuando se dio cuenta del peligro que corría, entró en pánico. Intentó subirse a un coche de viajeros, pero se agarró a una puerta sin cerrar del todo, que se abrió hacia atrás. Huskisson se soltó, cayendo entre las vías. La 'Rocket' le pasó por encima de una pierna, destrozándosela. Se informó por entonces que llegó a decir: "He encontrado mi muerte, ¡Dios me perdone!"
La locomotora Northumbrian se separó del tren del duque y lo llevó rápidamente a Eccles, donde murió en la vicaría. Por lo tanto, se convirtió en el primer pasajero víctima mortal de un accidente ferroviario ampliamente conocido en todo el mundo. El grupo, consternado por el accidente y ya sin grandes muestras de júbilo, se dirigió a Mánchester, donde el duque era profundamente impopular entre los tejedores y los trabajadores de las fábricas de hilaturas. Esto hizo que el público los recibiera de forma poco afectuosa, de manera que la comitiva regresó a Liverpool sin llegar a descender del tren, pese a que se había preparado una gran recepción y un banquete para celebrar su llegada.

### Operación

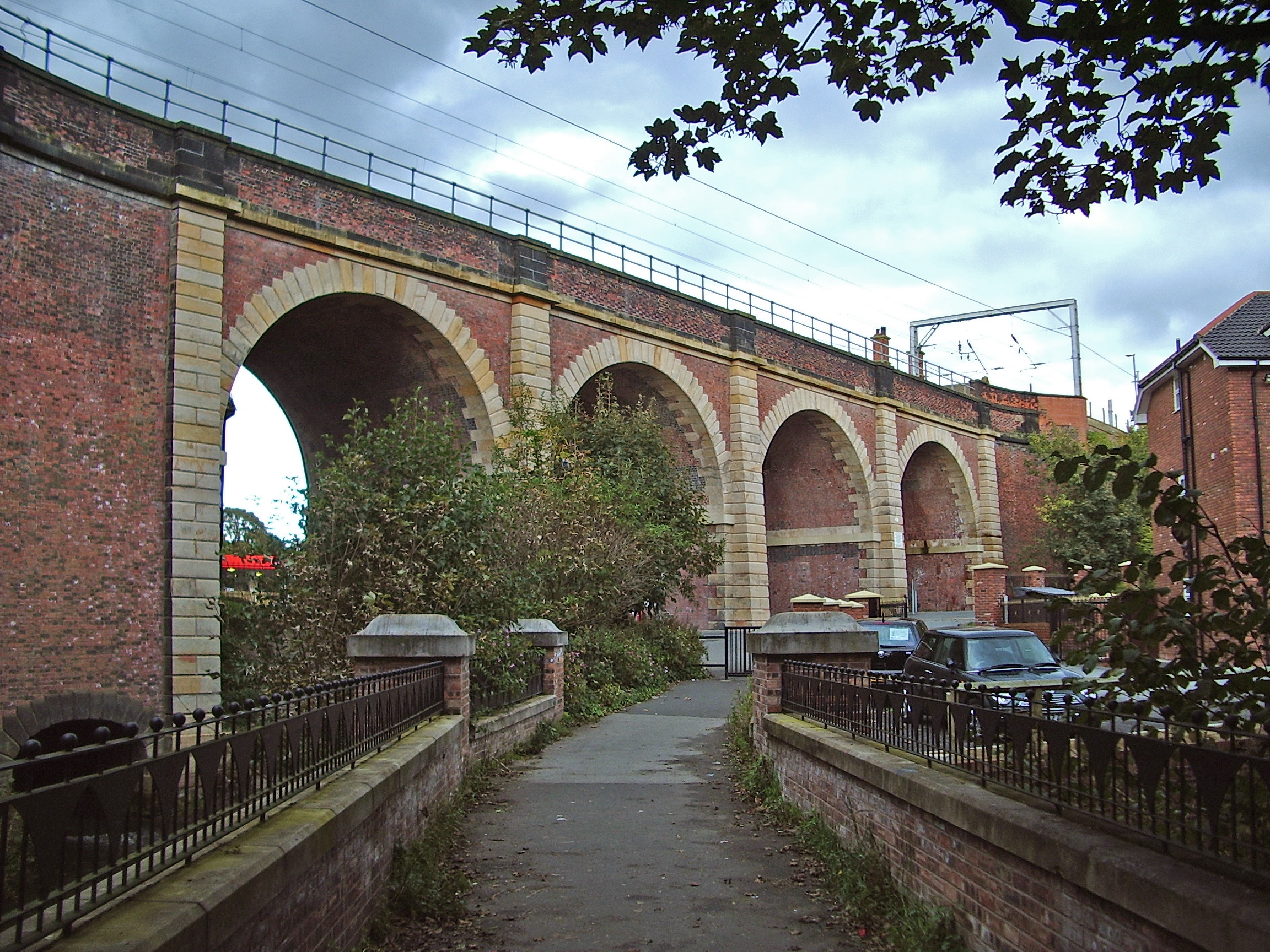
Puente de Stephenson sobre la antigua carretera de peaje Warrington-Wigan (actual A49), en Newton-le-Willows

El L&MR fue exitoso y popular, y supuso rebajar el tiempo de viaje entre Liverpool y Mánchester, para dejarlo en dos horas. La mayoría de las empresas de diligencias que operaban entre las dos ciudades cerraron poco después de la apertura del ferrocarril, ya que les era imposible competir con él. A las pocas semanas de la apertura de la línea, comenzaron a circular sus primeros trenes de excursión, y también se transportaron los primeros vagones de correo ferroviario del mundo. Para el verano de 1831, transportaba trenes especiales a las carreras de caballos. El ferrocarril fue un éxito financiero, pagando a los inversores un dividendo anual medio del 9,5 % durante los 15 años de su existencia independiente, un nivel de rentabilidad que nunca volvería a ser mantenido a un nivel semejante por ninguna compañía ferroviaria británica.
El ferrocarril fue diseñado con el propósito de beneficiar al público en general (y no preferentemente al servicio de alguna actividad minera como hasta entonces), transportando pasajeros y mercancías. Las acciones de la empresa estaban restringidas a diez por persona, y las ganancias correspondientes también estaban limitadas. Dado que el transporte de mercancías también era un objetivo del L&MR, las empresas propietarias de los canales redujeron sus tarifas, lo que provocó una guerra de precios con el ferrocarril. La línea no había comenzado a transportar mercancías hasta diciembre, cuando se recibió la primera de una serie de locomotoras más potentes, la Planet.
El éxito de la línea en el transporte de pasajeros fue aclamado universalmente. La experiencia de las pruebas de Rainhill había demostrado que se podía lograr una velocidad sin precedentes, y que viajar en tren era más barato y más cómodo que viajar por carretera. La empresa se concentró en los viajes de pasajeros, una decisión que tuvo repercusiones en todo el país y desencadenó la "fiebre del ferrocarril de la década de 1840". John B. Jervis, del Ferrocarril de Delaware y Hudson, escribió algunos años después: "Debe considerarse ... como la apertura de la época de los ferrocarriles que ha revolucionado las relaciones sociales y comerciales del mundo civilizado".
Al principio, los trenes viajaban a 16 millas por hora (25,7 km/h) con pasajeros y a 8 millas por hora (12,9 km/h) con mercancías, debido a las limitaciones de la vía. Los maquinistas podían, y así lo hacían en ocasiones, viajar más rápido, pero fueron reprendidos: se descubrió que las velocidades excesivas provocaban la separación de los ligeros rieles, que estaban colocados sobre bloques de piedra individuales sin traviesas. En 1837 se empezaron a sustituir los frágiles rieles de vientre de pez originales, por carriles de cabezas paralelas de 50 libras por yarda (24,8 kg/m) colocados sobre traviesas de madera.
Los directores del ferrocarril se dieron cuenta de que la Estación de Crown Street estaba demasiado lejos del centro de Liverpool para ser práctica y decidieron en 1831 construir una nueva terminal en Lime Street. El túnel desde Edge Hill hasta Lime Street se completó en enero de 1835 y se inauguró al año siguiente. La estación se abrió el 15 de agosto de 1836 antes de completarse.
El 30 de julio de 1842, se iniciaron en Mánchester los trabajos para extender la línea desde Ordsall Lane hasta una nueva estación situada en Hunts Bank, que también servía al Ferrocarril de Mánchester y Leeds. La línea se inauguró el 4 de mayo de 1844 y la Estación de Liverpool Road pasó a utilizarse desde entonces para el tráfico de mercancías.
El 8 de agosto de 1845, el L&MR fue absorbido por su principal socio comercial, el Ferrocarril Grand Junction (GJR), que había abierto la primera línea troncal entre Birmingham y Warrington en 1837. Al año siguiente, el GJR pasó a su vez a formar parte del Ferrocarril de Londres y del Noroeste.

## Señalización

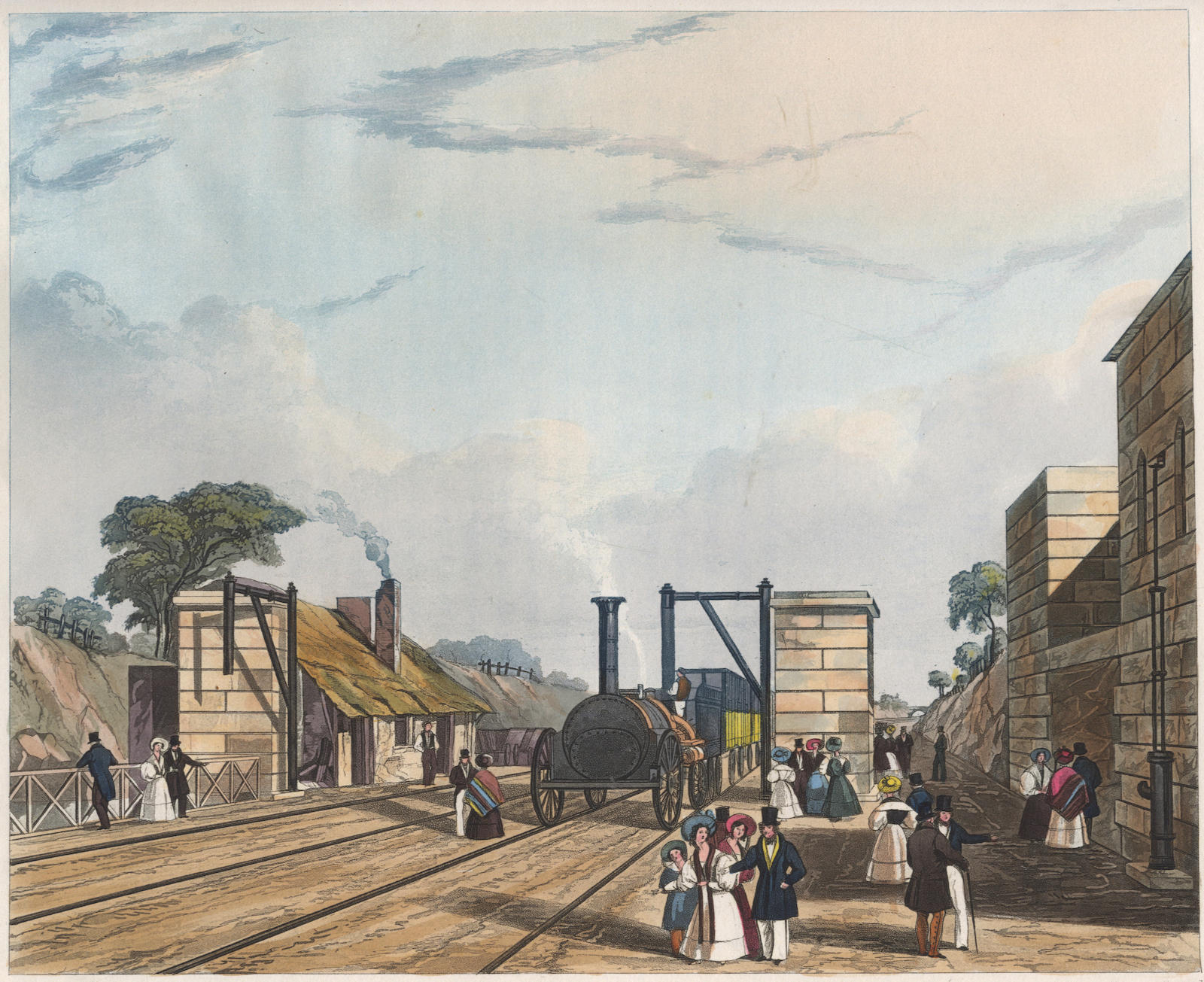
Vista del L&MR en 1831

El Ferrocarril de Liverpool y Mánchester fue el primero en tener un sistema de señalización, organizado mediante agentes que estaban situados junto a la línea a distancias de una milla o menos. Inicialmente, estos agentes indicaban que la línea estaba despejada colocándose en pie con los brazos extendidos. Si el agente no adoptaba esta posición o no estaba presente, esto indicaba que había una obstrucción en la vía por adelante. Gradualmente, se desarrolló un sistema de banderas manuales, con una bandera roja que se usaba para detener un tren, una verde que indicaba que un tren debía proceder con precaución, una azul que indicaba a los maquinistas de trenes con equipamiento que debían recoger nuevos vagones, y una bandera negra utilizada por los peones de mantenimiento para indicar que se estaban realizando trabajos en la vía. Cualquier bandera ondeada violentamente, o de noche una lámpara ondeando arriba y abajo, indicaba que un tren debía detenerse. Hasta 1844, se usaban campanas de mano como señales de emergencia en tiempo de niebla, aunque en ese año comenzaron a usarse pequeñas señales de aviso detonadoras colocadas en la vía.
Los trenes se controlaban por intervalos de tiempo: los agentes hacían señales para que un tren se detuviera si habían transcurrido menos de diez minutos desde que había pasado un tren anterior. La señal de precaución se mostraba si habían pasado más de diez minutos pero menos de diecisiete minutos. De lo contrario, se daba la señal de vía libre. Si un tren se estropeaba en la vía, el agente más cercano tenía que correr una milla hacia atrás por la vía para poder detener a tiempo el tráfico que se aproximaba.
Después de la apertura del Ferrocarril de Warrington y Newton, se dispuso que hubiera permanentemente cuatro agentes en servicio en Newton Junction, en el potencialmente peligroso desvío donde se unían las dos líneas. Inicialmente, se usó una flecha dorada que señalaba hacia Warrington, con fin de indicar que los desvíos estaban en esa dirección, y se usó una lámpara verde visible desde la línea del L&MR para indicar esta circunstancia por la noche. Más adelante se utilizó una señal fija, con tableros a cuadros rojos y blancos en postes de 12 pies (3,7 m) de alto, que se giraban para situarse de frente a los trenes de una dirección si había otro tren adelante.
En 1837, el Ferrocarril de Londres y Birmingham realizó pruebas utilizando un telégrafo Cooke y Wheatstone para coordinar la señalización, y en 1841 se celebró una conferencia con el fin de proponer un sistema nacional uniforme de señales de colores para controlar los trenes, pero, a pesar de estos avances en otras líneas, el Ferrocarril de Liverpool y Mánchester siguió estando controlado por agentes equipados con banderas hasta que se produjo su fusión con el Ferrocarril Grand Junction en 1845.

## Significado

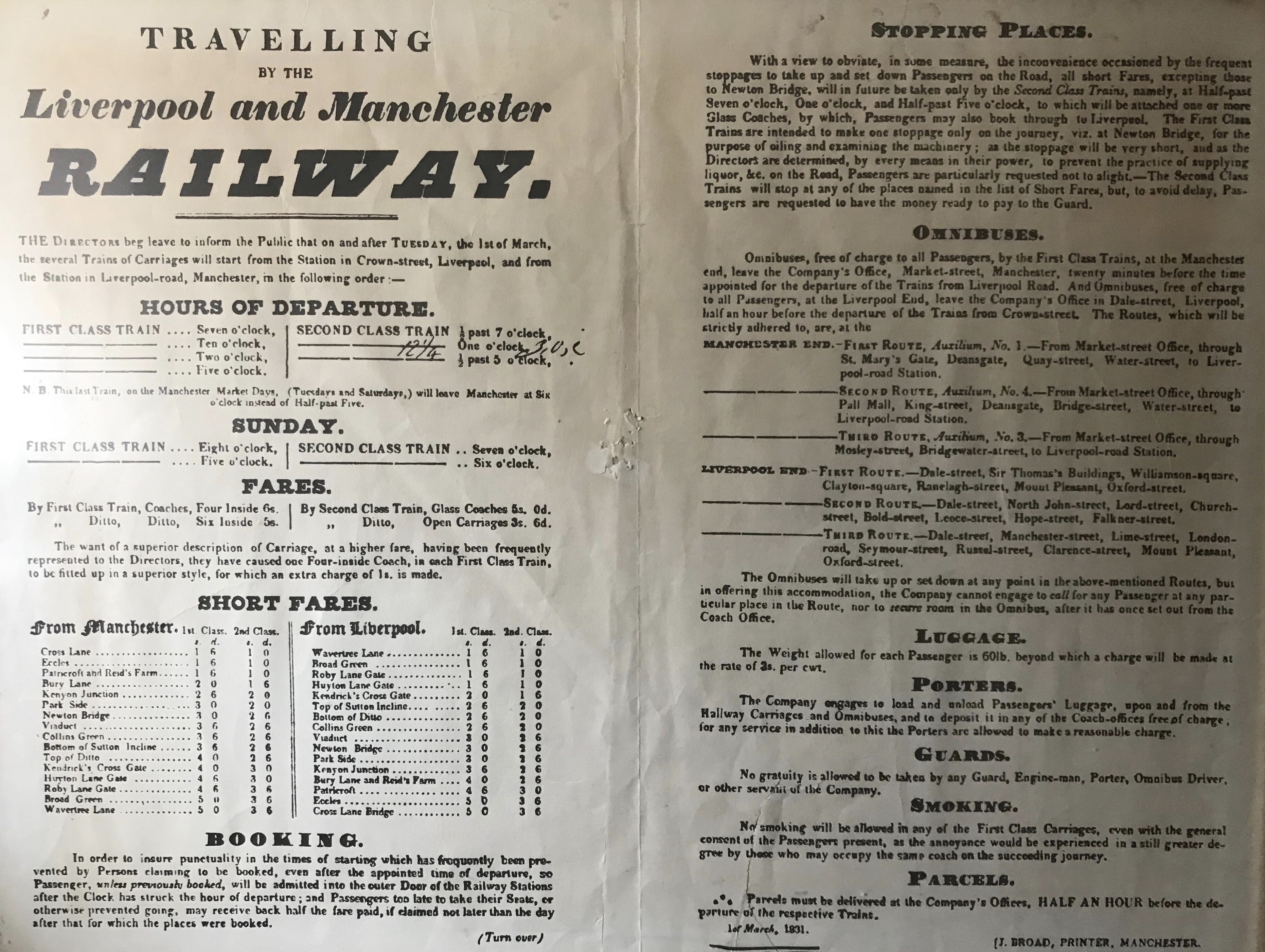
Cartel informativo de 1831 con detalles de los trenes y de las condiciones de transporte

La apertura del L&MR representó un avance significativo en la operación ferroviaria, introduciendo servicios comerciales regulares de pasajeros y carga en locomotoras de vapor con mejoras significativas en velocidad y fiabilidad, aventajando tanto a sus predecesores como a los carruajes tirados por caballos. La operativa del L&MR fue estudiada por otras futuras compañías ferroviarias como un modelo al que aspirar. Algunos especialistas han llegado a afirmar que se convirtió en el primer servicio inter-city del mundo, aunque esta denominación no se introdujo hasta muchos años después, y tanto Mánchester como Liverpool no alcanzaron el estatus de ciudad hasta 1853 y 1880 respectivamente, además de la escasa distancia existente entre ambas.
El ancho de vía de 4 pies 8,5 plg (1435 mm) ampliamente adoptado posteriormente, se derivó de una recomendación de George Stephenson que fue aceptada en una reunión de la junta del L&MR en julio de 1826: "Se resolvió que el ancho del camino de los vagones entre los rieles sea el mismo que el de la Línea de Darlington, es decir, de 4 pies 8 pulgadas libres, entre el interior de los rieles".{sfn|Ferneyhough|1980|p=32}} Esto permitió a los Stephenson probar sus locomotoras en las líneas alrededor de Newcastle upon Tyne antes de enviarlas a Lancashire.
El L&MR dispuso la conducción por la izquierda en su vía doble, siguiendo la práctica en las carreteras británicas. La forma de los acoplamientos utilizados por la compañía en topes, ganchos y cadenas, así como sus dimensiones, marcaron la pauta de los diseños empleados en Europa y en muchos otros lugares.
Incluso antes de que se abriera el L&MR, se planificaron, autorizaron o construyeron ramales y conexiones con otras líneas, como la del Ferrocarril de Bolton y Leigh.

## Incidentes
El accidente más conocido asociado con el L&MR fue la muerte de William Huskisson el día de la inauguración, cuando fue arrollado por la locomotora "Rocket". A partir de entonces, la naturaleza pionera y en constante evolución de los primeros días del L&MR significó que los accidentes no fueran infrecuentes. Todos fueron investigados por la junta directiva o por el comité de gestión del L&MR. Los accidentes con el fallecimiento de algún viajero eran raros, de manera que en los primeros dos años se redujeron a una víctima mortal por más de un millón de pasajeros transportados, aunque las lesiones de diversa consideración eran más comunes. Estas incidencias eran muchas veces provocadas por los propios pasajeros, que a menudo no tenían en cuenta las normas y las indicaciones de la empresa. Los accidentes del personal eran más frecuentes, y algunos de sus miembros eran formados para evitar lo que más tarde se considerarían riesgos innecesarios al no tenerse en cuenta las normas. Locomotoras, vagones e infraestructura se vieron involucrados en distintos episodios de colisiones y descarrilamientos.

## Línea moderna
La línea original entre Liverpool y Mánchester todavía opera como una ruta secundaria entre las dos ciudades: la ruta sur, la antigua ruta del Comité de Líneas de Cheshire a través de Warrington Central a venido siendo la ruta más transitada. Sin embargo, la situación comenzó a cambiar (desde el horario de mayo de 2014) con los nuevos servicios First TransPennine Express entre Newcastle/Manchester Victoria y Liverpool, y entre Mánchester (aeropuerto) y Escocia (a través de Chat Moss, Lowton y Wigan). A partir de diciembre de 2014, con la finalización de la electrificación (véase más abajo), las dos rutas entre Mánchester y Liverpool tendrán la misma frecuencia de servicio.
En la ruta original, un nuevo servicio sin escalas denominado First TransPennine Express, circula cada hora desde mayo de 2014 entre Mánchester Victoria y Liverpool (desde / hacia) Newcastle). Por su parte, Northern Rail opera un servicio rápido cada hora desde Liverpool a Mánchester, generalmente con paradas facultativas en Wavertree Technology Park, St Helens Junction, Newton-le-Willows y Mánchester Oxford Road, que continúa por Manchester Piccadilly hasta el Aeropuerto de Mánchester. La compañía Northern también opera un servicio cada hora con parada facultativa en todas las estaciones desde Liverpool Lime Street hasta Mánchester Victoria, que se complementa con un servicio adicional que conecta todas las estaciones entre Liverpool y Earlestown, y que continúa hasta Warrington Bank Quay.
Entre Warrington Bank Quay, Earlestown y Mánchester Piccadilly, existen otros servicios adicionales (con al menos uno por hora), operados por Transport for Wales, con origen en Chester y en la Línea de la Costa del Norte de Gales.

### Electrificación
En 2009, se anunció la electrificación en con corriente alterna a 25 kV. La sección entre Mánchester y Newton, incluido el tramo de Chat Moss, se completó en 2013. El tendido aéreo de la línea hacia Liverpool se inauguró el 5 de marzo de 2015.

### Baipás de Ordsall Chord
La histórica estación de tren de pasajeros de Mánchester en Liverpool Road es un monumento clasificado de Grado I, que en su momento llegó a estar amenazado por el plan del Northern Hub, que incluyó la construcción de un baipás denominado Ordsall Chord con el fin de facilitar un acceso directo entre las Estaciones de Victoria y Piccadilly, cortando a su vez el acceso ferroviario a la Estación de Liverpool Road. El Museo de la Ciencia y la Industria, que tiene su sede en las instalaciones de la antigua estación, se había opuesto inicialmente al proyecto, y en 2014 se inició un estudio para evaluar el daño potencial de la actuación planteada sobre la estructura histórica. Finalmente, el baipás se abrió en noviembre de 2017.

## Estaciones

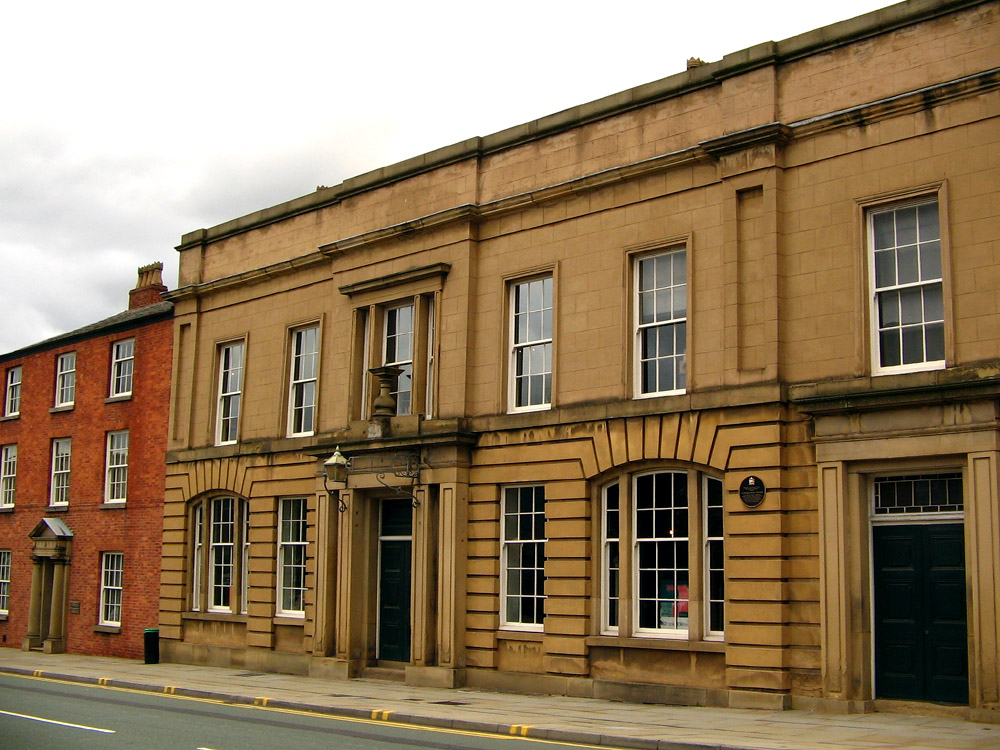
Estación de Mánchester en Liverpool Road

Todas las estaciones se abrieron el 15 de septiembre de 1830, a menos que se indique lo contrario. Las estaciones todavía operativas figuran marcadas en negrita:
- Liverpool Lime Street (el trabajo comenzó en el túnel de Edge Hill-Lime Street el 23 de mayo de 1832; se inauguró el 15 de agosto de 1836)
- Crown Street (terminal original de Liverpool, reemplazada por Lime Street)
- Edge Hill (la primera estación de Edge Hill se inauguró en 1830.[98] Estaba en el profundo desmonte de Cavendish, en la cabecera del túnel de Crown Street, y solo las mercancías atravesaban el túnel de Wapping. Después de que se perforara el túnel de Lime Street en 1836, la estación original de Edge Hill fue abandonada y reubicada al norte, todavía dentro del cruce de Edge Hill, en su ubicación actual en la cabecera del túnel original de Lime Street.[98] La conexión de Edge Hill fue el emplazamiento de los talleres de la compañía)
- Wavertree Lane (cerrada el 15 de agosto de 1836)
- Wavertree Technology Park (inaugurada el 13 de agosto de 2000)
- Broad Green
- Roby
- Huyton
- Huyton Quarry (cerrada el 15 de septiembre de 1958)
- Whiston (inaugurada el 10 de septiembre de 1990)[99]
- Rainhill
- Lea Green (cerrada el 7 de marzo de 1955 y reabierta con una estación completamente nueva el 17 de septiembre de 2000)
- St Helens Junction (abierta entre 1833 y 1837; conexión con el Ferrocarril de St Helens y Runcorn Gap)
- Collins Green (cerrada el 2 de abril de 1951)
- Earlestown (construida en 1831 por la Compañía del Ferrocarril de Warrington y Newton; originalmente llamada Newton Junction; renombrada después de 1837)
- Newton-le-Willows (originalmente llamada Newton Bridge; renombrada después de que Newton Junction cambiara su nombre a Estación de Earlestown)
- Parkside 1.ª (cerrada en 1839)
- Parkside 2.ª (para la línea de Parkside a Wigan; se abrió el 3 de septiembre de 1832)[100] (cerrada el 1 de mayo de 1878)
- Kenyon Junction (en la conexión con el Ferrocarril de Kenyon y Leigh Junction y desde allí, al Ferrocarril de Bolton y Leigh; cerrada el 2 de enero de 1961; y la Estación de Tyldesley Loopline cerrada el 5 de mayo de 1969)
- Glazebury y Bury Lane (cerrada el 7 de julio de 1958)
- Flow Moss (cerrada en octubre de 1842)
- Astley (cerrada el 2 de mayo de 1956)
- Lamb's Cottage (cerrada en octubre de 1842)
- Barton Moss 1.ª (cerrada el 1 de mayo de 1862)
- Barton Moss 2.ª (cerrada el 23 de septiembre de 1929)
- Patricroft
- Eccles
- Weaste (cerrada el 19 de octubre de 1942; demolida cuando se construyó la carretera M602)
- Seedley (cerrada el 2 de enero de 1956; demolida cuando se construyó la carretera M602)
- Cross Lane (cerrada el 15 de agosto de 1949; demolida cuando se construyó la carretera M602)
- Ordsall Lane (el trabajo en la extensión de la línea a Manchester Victoria comenzó el 30 de julio de 1842 y la extensión se abrió el 4 de mayo de 1844; la estación se cerró el 4 de febrero de 1957)
- Liverpool Road (terminal original de Mánchester, cerrada el 4 de mayo de 1844)
- Mánchester Exchange (inaugurada el 30 de junio de 1884, cerrada el 5 de mayo de 1969)
- Mánchester Victoria (inaugurada el 1 de enero de 1844)